# ماگانفکا
ماگانفکا (انگلیسی: Maganevka) یک شهرک در شهرستان فیودوروفسکی استان باشقیرستان کشور روسیه است.